# Francisca Pol Cabrer
Francisca Pol Cabrer (Palma, 22 de juliol de 1956) és una política mallorquina, diputada al Congrés dels Diputats en la VII Legislatura.
Llicenciada en Dret Civil i Canònic, ha treballat com advocada. Militant del Partido Popular, a les eleccions municipals espanyoles de 1999 fou escollida regidora de l'ajuntament de Palma. En juny de 2000 va substituir en el seu escó María Luisa Cava de Llano y Carrió, escollida diputada a les eleccions generals espanyoles de 2000, on fou adscrita a la Comissió de Defensa i vocal de la Comissió de Justícia i Interior.
Després va formar part consell d'administració de la Funerària de Palma en representació del Partit Popular i representant legal dels promotors del projecte de Son Garcies Vell. Fou candidata suplent al Senat d'Espanya a les eleccions generals espanyoles de 2011, però hagué de dimitir arran de l'escàndol produït quan penjà a facebook un fotomuntatge de Carme Chacón ensenyant els pits acompanyat amb comentaris grollers i que provocà protestes irades de col·lectius feministes i socialistes. Francisca Pol va demanar perdó públicament, retirà la foto i renuncià a tot els seus càrrecs en el partit.